# Operazione Whitecoat
Operazione Whitecoat fu il nome assegnato a un'operazione segreta effettuata dall'esercito statunitense, nel periodo compreso tra il 1954 e il 1973, in cui vennero condotti sperimentazioni su volontari soprannominati appunto White Coats. I volontari, tutti obiettori di coscienza e membri della Chiesa Cristiana Avventista del Settimo Giorno acconsentirono, prima di essere arruolati, alla ricerca. Lo scopo ufficiale della ricerca era quello di difendere truppe e civili contro una eventuale guerra batteriologica in quanto si riteneva che l'URSS potesse effettuare tali attività.
Circa 2300 "White Coats" contribuirono all'operazione, infettando i loro corpi con patogeni e germi, e testando successivamente l'efficacia di antibiotici e vaccini contro le malattie. Una volta che i volontari si ammalavano, veniva somministrato un trattamento medico. Ad alcuni soldati fu data una libera uscita di due settimane in cambio dell'utilizzo come cavie. Questi esperimenti furono eseguiti a Fort Detrick che è un centro di ricerca dell'esercito USA localizzato nei dintorni di Washington.
I  "White Coats" furono esposti a febbre Q, febbre gialla, Febbre della Rift Valley, epatite A, peste, tularemia, encefalite equina venezuelana e molte altre malattie infettive.

## Risultati
Molti dei vaccini proteggenti contro la guerra batteriologica, furono per prima testati su umani proprio nella Operation Whitecoat.
In accordo al USAMRIID (United States Army Medical Research Institute of Infectious Diseases), l'Operazione Whitecoat, contribuì alla approvazione da parte della Food and Drug Administration (FDA) di vaccini per la febbre gialla l'epatite e di farmaci sperimentali per la febbre Q, l'encefalite equina venezuelana, la Rift valley fever e la tularemia. L'USAMRIID inoltre affermò che la Operazione Whitecoat aiutò a sviluppare attrezzature di biosicurezza, inclusi armadi isolati, procedure di decontaminazione, fermentors (ovvero bioreattori usati per far crescere batteri, virus o funghi in una coltura liquida), incubatori, centrifughe, e filtri di particelle

## Rapporto del US Accountability Office
Il United States Government Accountability Office ha fornito un rapporto il 28 settembre 1994 in cui riferiva che tra il 1940 ed il 1974, il Dipartimento della Difesa ed altre agenzie per la sicurezza nazionale avessero sottoposto centinaia di migliaia di soggetti umani ad esperimenti e test con sostanze dannose.
Segue una citazione dallo studio:
I soggetti umani furono originariamente costituiti da volontari reclutati da una lista. Comunque, dopo che i soggetti della lista effettuarono un sit-in di protesta, per ottenere più informazioni sui danni di questi test biologici, furono reclutati Avventisti del Settimo Giorno, i quali erano obiettori convinti»

## Effetti a lungo termine
Nessun soggetto morì durante la sperimentazione, né vi fu alcuna conosciuta morte post-test attribuibile alla sperimentazione.
L'Esercito ha gli indirizzi di 1000 delle 2300 persone che parteciparono come volontari. Solo circa 500 (23 per cento) dei Whitecoats sono stati censiti e la autorità militare scelsero di non finanziare gli esami del sangue. Una manciata di intervistati affermano di avere effetti sulla salute persistenti, ed almeno un soggetto afferma di avere gravi problemi di salute a causa degli esperimenti.